# Pneumia
Pneumia is een muggengeslacht uit de familie van de motmuggen (Psychodidae). Satchelliella is een jonger pseudonym.

## Soorten
- S. ariegica (Vaillant, 1963)
- S. arvernica Vaillant, 1979
- S. binunciolata (Satchell, 1955)
- S. borealis (Berden, 1954)
- S. bucegica Vaillant, 1981
- S. canariensis (Tonnoir, 1922)
- S. canescens (Meigen, 1818)
- S. compta (Eaton, 1893)
- S. crispi (Freeman, 1953)
- S. cubitospinosa (Jung, 1954)
- S. delphiniensis (Georges, 1964)
- S. dissimilis Krek, 1972
- S. distincta Krek, 1982
- S. extricata (Eaton, 1893)
- S. fonticola (Szabó, 1960)
- S. gracilis (Eaton, 1893)
- S. hellenica Vaillant, 1979
- S. hirticornis (Tonnoir, 1922)
- S. incurvata Krek, 1983
- S. inflata (Sara, 1953)
- S. longistylis (Mirouse, 1960)
- S. malicky Vaillant, 1981
- S. marinkovici (Krek, 1967)
- S. mutua (Eaton, 1893)
- P. nubila (Meigen, 1818)

- S. opaca (Tonnoir, 1922)
- S. palustris (Meigen, 1818)
- S. pilularia (Tonnoir, 1940)
- S. plumicornis (Tonnoir, 1922)
- S. pyrenaica Vaillant, 1981
- S. sandaliae (Salamanna, 1983)
- S. stammeri (Jung, 1954)
- S. stylata Vaillant, 1973
- S. sziladyi (Szabó, 1960)
- S. tarae (Krek, 1985)
- S. tenerifensis (Satchell, 1955)
- S. thomasi (Vaillant, 1967)
- S. tjentistensis (Krek, 1969)
- S. trivialis (Eaton, 1893)
- S. vandeli (Mirouse, 1960)